# Lu Yunxiu
Lu Yunxiu (Zhangzhou, 6 settembre 1996) è una velista cinese.

## Carriera
Nel corso della sua attività sportiva, la velista cinese è progressivamente cresciuta nelle proprie prestazioni. Difatti, nel 2017 arriva la prima medaglia mondiale, un bronzo conquistato nella rassegna iridata di Enoshima; l’anno dopo, la velista cinese bissa il terzo posto al mondiale disputatosi a Aarhus mentre nel 2019 arriva la prima medaglia d'oro nel mondiale italiano disputato a Torbole, arrivando davanti all'israeliana Katy Spychakov e all'olandese Lilian de Geus. Qualificatisi all'olimpiade giapponese, conquista la medaglia d'oro grazie a due primi posti, sei secondi posti ed un terzo posto tra le 12 race giocatesi presso l’isola di Enoshima, giungendo davanti alla campionessa olimpica uscente Charline Picon ed alla britannica Emma Wilson.

## Palmarès
| Anno | Manifestazione | Sede     | Evento | Risultato | Prestazione | Note |
| ---- | -------------- | -------- | ------ | --------- | ----------- | ---- |
| 2017 | Mondiali       | Enoshima | Vela   | Bronzo    |             |      |
| 2018 | Mondiali       | Aarhus   | Vela   | Bronzo    |             |      |
| 2019 | Mondiali       | Torbole  | Vela   | Oro       |             |      |
| 2021 | Olimpiadi      | Tokyo    | Vela   | Oro       |             |      |